# The World Gone Mad
The World Gone Mad (també estrenada com The Public Be Hanged) és una pel·lícula de crim estatunidenca de 1933 dirigida per Christy Cabanne i protagonitzada per Pat O'Brien, Evelyn Brent i Neil Hamilton. Va ser realitzada amb un pressupost baix per l'independent Majestic Pictures, una precursora de la Poverty Row Republic Pictures.

## Argument
Quan un fiscal de districte que ha estat investigant els directors d'una empresa de serveis públics per frau és assassinat de sobte, el seu amic periodista es s'interessa. Ell i el nou fiscal de districte segueixen el cas per separat.

## Repartiment
- Pat O'Brien com Andy Terrell
- Evelyn Brent com Carlotta Lamont
- Neil Hamilton com Lionel Houston
- Mary Brian com Diane Cromwell
- Louis Calhern com Christopher Bruno
- J. Carrol Naish com Ramon Salvadore
- Buster Phelps com Ralph Henderson
- Richard Tucker com Graham Gaines
- John St. Polis com Grover Cromwell
- Geneva Mitchell com Evelyn Henderson
- Wallis Clark com Avery Henderson
- Huntley Gordon com Osborne